# サミール・ガネム
サミール・ユセフ・ガネム（アラビア語: سمير يوسف غانم、英語: Samir Yousef Ghanem、1937年1月5日 - 2021年5月20日）は、エジプトの歌手、コメディアン、俳優。

## 経歴
アシュート県アル＝アターウラ（現・ヒエラコン）出身。 
警察学校に入学。在学中、教鞭を取っていた俳優のサラー・ズルフィカールを、同時代を生きたこと、そして彼を尊敬していたとのちに述べている。 
アレクサンドリア大学農学部に編入して卒業し、在学中は同校の演劇部に所属した。新型コロナウイルス感染症にかかり重篤な状態となりギザの病院で療養中に腎機能の合併症と接合菌症により84歳で死去した。 

## 著名な家族
妻は俳優のダラル・アブデル・アジズ、子供は歌手で俳優のドニア・サミール・ガネムと俳優のアミー・サミール・ガネム。 